# Ганноверський талер

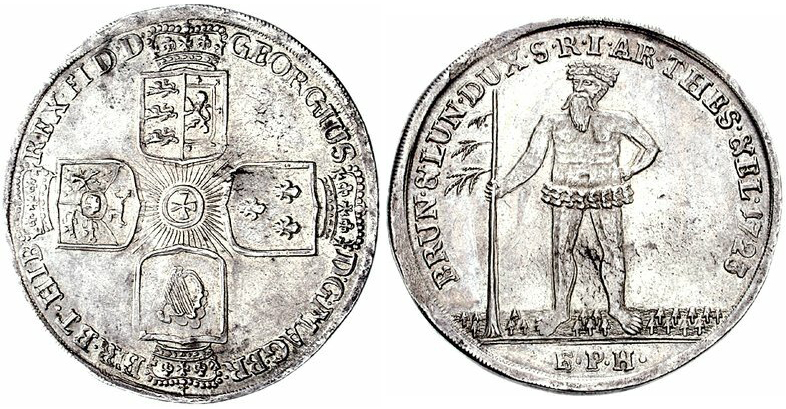
Талер часів Георга I курфюрста Ганновера. 1723 рік.
BRUN • & LUN • DUX • S • R • I • AR • THES • & EL • 1723, стоїть дикун, E.P.H. в есерго
REX • FID • D • GEORGIUS D • G • MAG • BR • FR • ET • HIB •, герби в поперечному положенні.

Ганноверський талер (нім. Thaler) — валюта Ганноверського курфюрства та пізніше Ганноверського королівства до 1857 року. До 1834 року він дорівнював трьом чвертям конвенційного талера і ділився на 36 марієнгрош, кожен з 8 пфенігів.
Між 1807 і 1813 роками в Ганновері циркулювали вестфальський талер (рівний ганноверському талеру) і вестфальський франк.
У 1834 році талер був трохи зменшений в змісті срібла, щоб зробити його рівним прусському талеру. Талер був замінений за номіналом в 1857 році ганноверським ферейнсталером.